# André Preto
André Matos Dias Pereira (* 18. April 1993 in Guimarães) ist ein portugiesischer Fußballtorhüter.

## Karriere
Preto begann seine Profikarriere 2011 bei Vitória Guimarães, kam in der ersten Mannschaft insgesamt zweimal zum Einsatz, verbrachte seine meiste Zeit aber in der zweiten Mannschaft. 2014 wechselte er zum indischen Erstligisten Mumbai City FC. Dort blieb er nur ein halbes Jahr und wechselte Anfang 2015 zum portugiesischen Zweitligisten Varzim SC. Bei diesem Verein blieb er ebenfalls nur ein halbes Jahr, er wurde in der zweiten Mannschaft eingesetzt und wechselte im Sommer 2015 zum FC Tirsense, mit dem er in der Saison 2015/16 von der dritten in die vierte portugiesische Liga abstieg.
André Preto kam bei Tirsense und auch bei seinem ersten Verein Pevidém SC, wohin er 2017 zurückkehrte, allerdings zu keinem einzigen Einsatz. In der Saison 2019/20 bestritt er im portugiesischen Pokal seine ersten Profispiele seit fünf Jahren. Pevidém schied in der dritten Runde aus. In der Folgesaison wurde er in der Aufstiegsrunde zur 2021 neu eingeführten dritten Liga eingesetzt, in der der bisherige Viertligist den Aufstieg schaffte. In der Saison 2021/22 kam er wieder zu Ligaeinsätzen.
Er durchlief sämtliche U-Junioren der portugiesischen Nationalmannschaft, mit Ausnahme der U-21.